# Националистическо революционно движение
Националистическото революционно движение (на испански: Movimiento Nacionalista Revolucionario, МНР) е боливийска политическа партия, основана от Виктор Пас Естенсоро и Ернан Силес Суасо на 7 юни 1942 г. Седалището на партията е в Ла Пас.
Партията привлича едни от най-светлите умове на интелигенцията. МНР е начело на революцията от 1952 г. и управлява до 1964 г., когато е извършен военен преврат. Този период е известен като революционен период.
Националистическото революционно движение печели изборите отново през 1993 г. Днес тя се счита за центристка националистическа партия.